# 小行星8775
小行星8775（8775 Cristata）是一颗绕太阳运转的小行星，为主小行星带小行星。该小行星于1973年9月30日发现。

## 轨道参数
小行星8775的轨道半长轴为2.4046146 UA，离心率为0.125。